# Vincent Rijmen

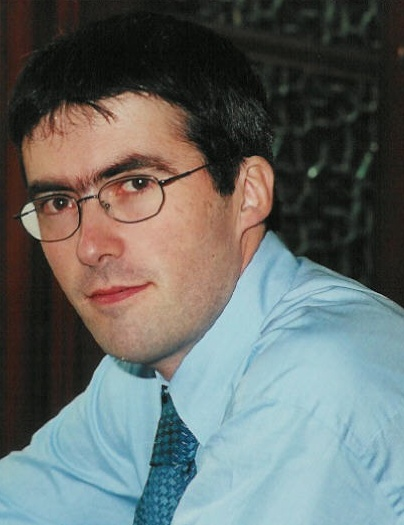
Vincent Rijmen

Vincent Rijmen (Lovaina, 16 de Outubro de 1970) é um criptógrafo belga e um dos criadores do Rinjdael, mais conhecido como AES - Advanced Encryption Standard. Rijmen também é co-autor do algoritmo hash WHIRLPOOL e das cifras de bloco Anubis e KHAZAD — todas elas desenvolvidas em conjunto com o criptógrafo brasileiro Paulo Barreto.